# Glen Barber
Glen Norman Barber ist ein britisch-US-amerikanischer Biologe an der Miller School of Medicine der University of Miami.

## Leben und Wirken
Barber erwarb 1984 an der University of Portsmouth einen Bachelor in Molekularbiologie und 1989 an der Forschungseinrichtung Porton Down und der London School of Hygiene and Tropical Medicine einen Ph.D. in molekularer Virologie. Als Postdoktorand arbeitete er von 1989 bis 1993 an der University of Washington, wo er 1993 auch eine erste Forschungsprofessur (Research Assistant Professor) erhielt. 1995 war Barber Gastforscher an der Universität Tokio. Von 1996 bis 1998 war er Assistant Professor für Mikrobiologie und Immunologie an der Emory University.
1999 ging Barber an die University of Miami, zunächst als Associate Professor. 2004 erhielt er eine ordentliche Professur. An der University of Miami ist Barber heute (Stand 2023) Professor und Chairman für Zellbiologie und Eugenia J. Dodson Chair für Krebsforschung.
Barber entdeckte 2008 das Molekül Stimulator of interferon genes (STING), das die Produktion von Interferonen und Zytokinen triggert. Barber und Mitarbeiter konnten wesentlich zur Aufklärung der Bedeutung des STING für die Abwehr von Erregern und von Krebs beitragen.
Barber hat laut Datenbank Scopus einen h-Index von 85 (Stand September 2024).

## Auszeichnungen (Auswahl)
- 2020 William B. Coley Award[2]
- 2021 Mitglied der Royal Society[3]
- 2023 Louisa-Gross-Horwitz-Preis[4]
- 2025 Paul-Ehrlich-und-Ludwig-Darmstaedter-Preis